# Aquilegia nuragica
Aquilegia nuragica és una espècie de planta herbàcia que pertany a la família de les ranunculàcies. És endèmica d'Itàlia a l'illa de Sardenya els seu natural hàbitat és el matollar Mediterrani on creix en una àrea de 50 m² a prop de Dorgali al riu Flumineddu.

## Descripció
És una planta herbàcia perenne erecta que creix fins als 25–45 cm de alçada, glauca a la base i amb finos petits pèls a la part alta. Les fulles basals tenen 15–20 cm de llargada. En les tiges hi ha petites fulles dividides en tres segments, no sempre clarament separats. Tenen de 3 a 5 flors solitàries de color blau o blanques de 25–35 mm d'ample i alt. El fruit és una càpsula.

## Taxonomia
Aquilegia nuragica, va ser descrita per Arrigoni i E.Nardi i publicat a Bollettino della Società Sarda di Scienze Naturali 17: 215, a l'any 1978.
Etimologia
Aquilegia : nom genèric que deriva del llatí aquila = "àguila", en referència a la forma dels pètals de la qual se'n diu que és com l'urpa d'una àguila.
nuragica: epítet geogràfic que al·ludeix a la seva localització a Nuragus.